# 불가능세계론
철학적 논리학에서 불가능세계(不可能世界, impossible world)의 개념은, 정규(통상)의 가능세계를 사용해서 적절하게 다루는 것을 할 수 없는 특정한 현상을 모델화하기 위해 쓰인다. 불가능세계 w는, 그것은 어느 의미에서 「불가능」하다는 것을 제외하면, (그것이 무엇이든 간에) 가능세계와 동종의 것이다. 문맥에 따라, 어느 모순이 w에서는 참(眞)이 되는 것, 논리학 또는 형이상학의 정규법칙이 w에서는 성립할 수 없는 것, 또는 그 양쪽을 의미한다.
비정규세계(非正規世界, non-normal world)라고도 한다.

## 응용

### 비정규양상논리
비정규세계는 솔 크립키에 의해 1965년에 도입되었다. 이것은 공리계K보다도 약한 양상논리, 특히 필연화 규칙(necessitation rule)을 기각하는 양상논리에 의미론을 부여하는 순수한 기술적 수단으로 사용되었다. 이하, {\displaystyle \Box }
{\displaystyle \vdash A\Rightarrow \ \vdash \Box A}.
그러한 논리학은 전형적으로 「비정규」라고 언급된다. 크립키 의미론에서 양상논리 어휘의 표준적인 해석 아래에서는, 각 모델에서 {\displaystyle A}{\displaystyle \vdash A}{\displaystyle A}{\displaystyle \Box A} (i) {\displaystyle \Box }{\displaystyle A}accessible)한 세계에서만 생각하지 않고, 도달불가능한 세계를 도입)하거나, (ii) 타당하기 위한 조건을 재해석할 필요가 있다. 후자의 선택은 크립키가 이룬 일이다. 정규적인 것으로서 세계의 분류를 골라내고, 어느 모델에 대해서 모든 정규세계에서 참이어야 하는 타당성을 설정한다. 이 방법에 따라, {\displaystyle A}{\displaystyle \Box A}{\displaystyle \Box A}정규적이지 않다는 도달가능한 세계를 가지는 것을 보장할 필요가 있을뿐이다. 이 때, {\displaystyle A}{\displaystyle \Box A}
이들의 비정규세계는, 논리학적으로 참인 것에 따라 그들이 제약을 받지 않는다는 의미로, 불가능하다. {\displaystyle \vdash A}{\displaystyle A}
세계의 개념을 가진 양상논리에 따른 언어의 해석에 대한 추가적인 의론은, 양상논리학 및 크립키 의미론의 항목을 참조할 것.

### 커리의 역설 회피
커리의 역설(Curry's Paradox)는 「의미론적으로 닫힌(semantically closed)」(이를테면, 그들은 자신의 의미론을 표현할 수 있다) 형식언어를 개발하는 것에 흥미가 있는 논리학자에게 있어서 심각한 문제이다. 그 역설은 언뜻 보기에도 뚜렷한 축약의 원리에 기대고 있다:
{\displaystyle (A\rightarrow (A\rightarrow B))\rightarrow (A\rightarrow B)}.
축약을 무효화하는 의미론 체계에 있어서 비정규세계를 이용하는 방법이 존재한다. 거기에, 이러한 방법은 비정규세계를 「논리규칙이 성립하지 않는」 세계로서 구축하는 것으로 합리적이자 철학적인 정당화를 부여할 수 있다.

### 반필연적 명제
반(反)필연적 명제(counternecessary statement)는 선행조건절이 단순한 거짓(僞)이 아니고 필연화하는 (또는 귀결절이 필연적으로 참인) 반사실조건절이다.
이에 대해 의론하기 위해, 다음 두 가지 사례를 가정한다:
1. 직관주의는 거짓이다.
2. 배중률은 참이다.
예상과 같이, 이들의 명제는 어느쪽도 「그 명제가 참(거짓)이라면, 그 명제는 필연적으로 참(거짓)이다」라는 성질을 가진다.
여기부터, 다음 두 가지 사례가 가정된다:
1'. 직관주의는 모든 가능세계에서 거짓이다.
2'. 배중률은 모든 가능세계에서 참이다.
여기서, 다음 명제를 생각한다.
3. 만약 직관주의가 참이라면, 배중률이 성립한다.
이것은 직감적으로 거짓이다. 직관주의의 기본적인 교의(敎義) 중 하나는 그야말로 배중률이 성리하지 않는다는 것이다. 이 명제가 다음과 같이 수정될 것을 생각한다:
3'. 직관주의가 참인 모든 가능세계는 배중률이 성립하는 가능세계이다.
이것은 (1') 또는 (2')를 부여하면 막연히 성립한다.
여기서, 가능세계에 나아가 불가능세계에 대하여 생각한다. (1') 직관주의가 참인 불가능세계가 존재하는 것, 및 (2') 배중률이 거짓인 불가능세계가 존재하는 것은 서로 양립한다. 이것은 다음과 같은 해석을 낳는다:
3*. 직관주의가 참인 모든 (가능 또는 불가능)세계는 배중률이 성립하는 (가능 또는 불가능)세계이다.

## 같이 보기
- 가능세계론
- 양상 실재론

## 참고 문헌
- Kripke, Saul. 1965. Semantical analysis of modal logic, II: non-normal modal propositional calculi. In J.W. Addison, L. Henkin, and A. Tarski, eds., The Theory of Models. Amsterdam: North Holland.
- Priest, Graham (ed.). 1997. Notre Dame Journal of Formal Logic 38, no. 4. (Special issue on impossible worlds.) Table of contents
- Priest, Graham. 2001. An Introduction to Non-Classical Logic. Cambridge: Cambridge University Press.